# Руски (остров, Карско море)
Остров Руски (на руски: Русский остров) е остров в източната част на Карско море, най-големия и най-северния от архипелага Норденшелд, разположен край северните брегове на полуостров Таймир. Административно влиза в състава на Красноярски край на Русия. Дължина от североизток на югозапад около 38 km, ширина до 14 km, площ 309 km. На югоизападното му крайбрежие, дълбоко навътре се вдава Големия залив. Максимална височина 38 m, разположена в централната му част. Покрит е с тундрова растителност. На североизточния му край от 1935 г. действа полярна станция.

## Топографска карта
- Лист от карта T-46-XXVIII,XXIX,XXX м. Русский Западный. Мащаб: 1 : 200 000. Състояние на местността към 1988 год. Издание 1993 г.
- Лист от карта T-47-XXV,XXVI,XXVII поляр. ст. Остров Русский. Мащаб: 1 : 200 000. Състояние на местността към 1988 год. Издание 1992 г.